# 322 (số)
322 (ba trăm hai mươi hai) là một số tự nhiên ngay sau 321 và ngay trước 323.